# William Wallace (matematician)
William Wallace (n. 23 septembrie 1768 - d. 28 aprilie 1843) a fost un matematician scoțian.
A adus contribuții în domeniul algebrei, trigonometriei și al secțiunilor conice.
Dar cea mai valoroasă contribuție a sa constă în introducerea calculului diferențial și a calculului integral din Europa în Marea Britanie.